# Prošlost
Prošlost je skup vremena prošlih događaja iz prethodnog razdoblja, dakle prije određene točke u vremenskoj skali. Postoje različita shvaćanja i ovisno o predmetu razlikuje se koliko vremena od događaja mora proći da bi se moglo govoriti prošlosti.
Prošlost se nalazi na vremenskoj skali prije sadašnjosti i na nju se nema utjecaja, dakle prošlost je nepromjenjiva. 
Termini prošlost i povijest često se izmjenjuju, no radi se o dvama različitim pojmovima. Naime, za razliku od prošlosti, koja je skup prošlih vremena, disciplina koja se bavi proučavanjem prošlih događaja i zbivanja jest znanost – povijest.

## Gramatika hrvatskog jezika
Gramatika hrvatskog jezika ima četiri prošla glagolska vremena:
- pluskvamperfekt (pretprošlo vrijeme)
- perfekt
- imperfekt
- aorist

## Fizika
U vezi s promjenom idejne koncepcije vremena nakon pojave Einsteinove Posebne teorije relativnosti, pojmovi prošlosti, sadašnjosti i budućnosti doživjeli su re-interpretacije. 
U Znanstvenoj fantastici vremenska putovanja omogućavaju fiktivni povratak u prošlost što može dovesti do paradoksa.